# Hydra 3D
Hydra 3D (Stilisiert als HYDRA 3D) ist das erste Album der deutschen Rap-Gruppe Dat Adam. Wie bereits in der 2015 veröffentlichten EP Chrome wird das Album häufig dem Cloud Rap zugeordnet, Dat Adam selbst bezeichnet den Stil jedoch als „Cyber-Rap“. Es erschien am 28. Oktober 2016 auf dem bandeigenen Label Hydra Music und wurde von Marius Ley produziert.

## Formate
Das Album erschien in 4 verschiedenen Formaten:
- Als Download
- Als Digipack in CD
- Als limitierte Doppel-LP auf Clear Vinyl
- Als limitiertes „Cyber Pack“ (Digipack, USB-Stick mit verschiedenen Dateien, Maske sowie einem Gutschein für ein Poster)[3]

## Musikstil
Laut Dat Adam handelt es sich um den selbst geprägten Begriff Cyber Rap; im Fall des Studioalbums Hydra 3D um einen stilistischen Mix verschiedener Genres:
- Im Falle der Songs „Hydra 3D“ und „Kein Koitus“ um Trap Songs
- Wohingegen „OWL“; „No Worries“; „FLY“ und „Demons“ sehr viele Elemente des Cloud Rap haben
- Und „Sanageyama“ und „Ghidorah/Legobricks“ Metalcore-Elemente aufweisen, wodurch die Songs an sich dem Crossover zuzuordnen sind.

So kann man sagen der Cyber Rap ist ein Oberbegriff für alle stilistischen Mittel die Dat Adam für ihr Album und ihre EPs benutzen.

## Titelliste
| #  | Titel               | Gastbeiträge                  | Text                                            | Studio                        | Länge |
| -- | ------------------- | ----------------------------- | ----------------------------------------------- | ----------------------------- | ----- |
| 1  | Hydra 3D            |                               | Dat Adam                                        | Hydra Labs Black Rock Studios | 5:25  |
| 2  | OWL                 | Pablo Paredes (Klavier)       | Dat Adam                                        | Hydra Labs Tucapel Studio     | 3:46  |
| 3  | horrible_person     |                               | Dat Adam                                        | Hydra Labs                    | 1:59  |
| 4  | Dog-eat-dog         | Matthew Chaim                 | Dat Adam, Matthew Chaim                         | Hydra Labs                    | 4:43  |
| 5  | Sanageyama          | Matthias Grube (Gitarrensolo) | Dat Adam                                        | Hydra Labs                    | 3:08  |
| 6  | Lennon 1            |                               | Daniel Tjarks                                   |                               | 2:12  |
| 7  | Demons              |                               | Dat Adam                                        | Hydra Labs                    | 4:43  |
| 8  | Lennon 2            |                               | Dat Adam                                        | Hydra Labs                    | 4:17  |
| 9  | Ghidorah/Legobricks |                               | Dat Adam                                        | Hydra Labs                    | 3:52  |
| 10 | NEXTLEVELSHIT       |                               | Dat Adam                                        | Hydra Labs                    | 2:48  |
| 11 | No Worries          | Dylan Brady                   | Dat Adam, Dylan Brady                           |                               | 4:19  |
| 12 | Never Growin’ Up    | Westghosts                    | Dat Adam, Young Mokuba, Young Kira, Navy, Leroy | Hydra Labs                    | 5:07  |
| 13 | Kein Koitus         |                               | Dat Adam                                        | Hydra Labs                    | 4:02  |
| 14 | FLY                 | Luna Darko                    | Dat Adam                                        | Hydra Labs Tucapel Studio     | 1:53  |
| 15 | Party in the Clouds | NOK from the Future           | Dat Adam, NOK from the Future                   | Hydra Labs                    | 2:34  |

## Chartplatzierungen
Hydra 3D erreichte in Deutschland Rang fünf der Albumcharts und konnte sich zwei Wochen in den Top 10 sowie fünf Wochen in den Top 100 platzieren. Darüber hinaus erreichte das Album die Chartspitze der deutschen Hip-Hop-Charts. In Österreich erreichte das Album ebenfalls Rang fünf und hielt sich eine Woche in den Top 10 und drei Wochen in den Charts. In der Schweiz erreichte Hydra 3D mit Rang elf seine beste Platzierung und hielt sich zwei Wochen in den Charts. In allen drei Ländern ist es nach Chrome der zweite Album-Charterfolg für Dat Adam. In Deutschland und Österreich ist es zugleich das zweite Top-10-Album.